# Massa negativa
En la física teòrica, la massa negativa és un concepte hipotètic de la matèria la massa de la qual és de signe contrari al de la massa de la matèria ordinària (per exemple −2 kg). Aquesta matèria violaria una o més condicions d'energia i mostraria algunes propietats estranyes que derivarien de l'ambigüitat de si l'atracció deu referir-se a la força o a l'acceleració d'orientació oposada de la massa negativa. La massa negativa s'usa en algunes teories especulatives, com per exemple en la qual es construeixen els forats de cuc. El més semblant que es coneix a aquesta matèria exòtica és una regió amb densitat de pressió pseudo-negativa produïda per l'efecte Casimir.

## Inercial enfront a gravitacional
Les primeres referències al pes negatiu es deuen a una observació en la qual els metalls guanyen pes quan s'oxiden en l'estudi de la teoria del flogist en els primers anys del segle xviii.
Des que Newton va formular la seva teoria de la gravetat hi ha hagut almenys tres quantitats conceptualment diferents a les quals s'ha anomenat massa: la massa inercial, la massa gravitacional "activa" (que és l'origen del camp gravitatori), i la massa gravitacional "passiva"(que és la massa que es percep com a evident a causa de la força que es produeix en un camp gravitatori). El principi d'equivalència d'Einstein postula que la massa inercial ha de ser igual a la massa gravitacional passiva; mentre que la llei del moment requereix que la massa gravitacional activa i passiva siguin idèntiques. Tots els experiments fins avui han demostrat que aquestes masses són el mateix. En considerar la massa negativa és important tenir en compte com d'aquests conceptes de massa són negatius; no obstant això, en la majoria d'anàlisi de la massa negativa s'assumeix que el principi d'equivalència i la conservació del moment se segueixen complint.
L'any 1957, Hermann Bondi va suggerir en un article publicat en Reviews of Modern Physics que la massa podia ser negativa igual que positiva. Va assenyalar que això no implica una contradicció lògica mentre que les tres formes de massa siguin negatives, sinó que assumir la massa negativa implica una forma de moviment contrària a la qual normalment s'intueix. Per exemple, s'espera que un objecte amb massa inercial negativa es vegi accelerat en la direcció contrària a l'adreça des que se li empeny.

## Anàlisi de Forward
Encara que cap de les partícules conegudes té massa negativa, els físics (principalment Hermann Bondi i Robert L. Forward) han estat capaços de descriure algunes de les propietats que aquestes partícules podrien tenir. Assumint que els tres conceptes de massa són equivalents, les interaccions gravitacionals entre masses de signe arbitrari poden ser explorades.
Si es consideren dues masses positives llavors no canvia gens i existeix una força d'atracció entre les mateixes. Si es consideren dues masses negatives apareix la mateixa força però en aquest cas seria de repulsió a causa de les masses inercials negatives. Per a les masses de diferent signe hi ha una força que repel·leix la massa positiva però atreu la massa negativa.
Bondi va assenyalar que dos objectes de la mateixa massa però de signe diferent produirien una acceleració constant del sistema cap a l'objecte amb massa positiva. No obstant això, la massa total del sistema, el moment i l'energia romandria a 0.
Aquest comportament és totalment inconsistent amb l'acostament per sentit comú i el comportament que s'espera de la matèria 'ordinària' però és completament consistent en termes matemàtics i no introdueix cap violació de la conservació del moment o l'energia. Si les masses del sistema són iguals en magnitud però de signe oposat llavors el moment del sistema es manté a zero si viatgen juntes i acceleren juntes independentment de la velocitat:
{\displaystyle P_{sys}=mv+(-m)v=[m+(-m)]v=0\cdot v=0}
i de manera equivalent per a l'energia cinètica {\displaystyle K_{e}}: 
{\displaystyle K_{e_{sys}}={\frac {1}{2}}mv^{2}+{\frac {1}{2}}(-m)v^{2}={\frac {1}{2}}[m+(-m)]v^{2}={\frac {1}{2}}(0)v^{2}=0}
Forward va ampliar l'anàlisi de Bondi a altres casos i va demostrar que fins i tot si dues masses m(-) i m(+) no són iguals, les lleis de conservació romandran invioladas. Això és cert fins i tot quan es tenen en consideració els efectes relativistes sempre que la massa inercial (i no la massa en repòs) sigui igual a la massa gravitacional.
Aquest comportament pot produir resultats molt estranys, per exemple, un gas que tingui una mescla de partícules de matèria positiva i negativa veuria incrementada la temperatura de la part amb matèria positiva sense límit. No obstant això, la part amb matèria negativa guanya temperatura negativa a igual quantitat, produint de nou un equilibri. Geoffrey A. Landis va assenyalar altres implicacions de l'anàlisi de Forward entre les quals s'inclou adonar-se que les partícules de massa negativa es repel·lirien les unes a les altres gravitacionalment, la força electroestàtica seria atractiva per a les càrregues del mateix signe i repulsiva per a les càrregues de signe diferent.
Forward va utilitzar les propietats de la matèria amb massa negativa per crear el motor diamètric, un disseny per millorar la propulsió espacial usant massa negativa. Aquest disseny no requereix que se li subministri una energia inicial ni tampoc una massa de reacció per aconseguir una arbitrària acceleració alta.
Forward també va crear el terme "nul·lificació" per descriure el que ocorre quan la matèria ordinària i la matèria negativa es troben: s'espera que es "cancel·lin" o es "nul·lifiquin", acabant amb l'existència d'ambdues. Una interacció entre quantitats iguals de matèria amb massa positiva i negativa no alliberaria cap energia, però des que l'única configuració de tals partícules que tenen moment zero (ambdues partícules es mouen en la mateixa adreça i amb la mateixa velocitat) no produeix una col·lisió tot aquest tipus d'interaccions deixaria un excedent de moment, la qual cosa està "clàssicament prohibit".

## Teoria clàssica de camp gravitacional
En electromagnetisme es pot derivar la densitat d'energia d'un camp a partir de la llei de Gauss assumint que el rotacional del camp és 0. Realitzant el mateix càlcul usant la llei de Gauss per a la gravetat produeix una densitat d'energia negativa per a un camp gravitacional.

## Equació de Schrödinger
En l'equació de Schrödinger la funció d'ona es comporta com a ona sempre que l'energia cinètica de la partícula sigui positiva i es comporta com a exponencial (evanescent) quan sigui negativa. Per a les funcions d'ona de partícules com a massa resta zero (com els fotons) això significa que qualsevol part evanescent de la funció d'ona està associada amb una massa-energia negativa local.

## En la relativitat general
En la relativitat general la massa negativa està generalitzada al referir-se a qualsevol regió de l'espai en la qual per a alguns observadors la densitat de massa es mesura i resulta negativa. Això podria ocórrer en una regió de l'espai si el tensor d'energia-impuls d'Einstein és major en magnitud que la densitat de massa. Tot això són violacions d'una o altra variant de la condició d'energia positiva de la teoria de la relativitat general d'Einstein. No obstant això, no cal la condició d'energia positiva per a la consistència matemàtica de la teoria. (Diverses versions de la condició d'energia positiva, condició d'energia feble, condició d'energia dominant, etc, etc. es discuteixen amb detall matemàtic per Visser.)
Morris, Thorne i Yurtsever van assenyalar que els mecanismes quàntics de l'efecte Casimir podrien usar-se per produir una regió local a l'espaitemps amb massa negativa. En aquest article (i el consegüent treball d'uns altres) van demostrar que la matèria negativa podria usar-se per estabilitzar un forat de cuc. Cramer opina que tals forats de cuc podrien haver estat creat en els començaments de l'univers, estabilitzats per bucles de bucles de massa negativa corda còsmica. Stephen Hawking ha provat que l'energia negativa és condició necessària per a la creació d'una corba tancada de tipus temps mitjançant la manipulació de camps gravitacionals dins d'una regió de l'espai finita. Això prova, per exemple, que un cilindre de Tipler no pot ser usat com a màquina del temps.

## Interacció gravitacional de l'antimatèria
Pràcticament tots els físics moderns sospiten que l'antimatèria té massa positiva i està influenciada per la gravetat de la mateixa manera que ho està la matèria ordinària encara que es pensa que aquest fet no ha estat observat empíricament de forma concloent. És difícil observar forces gravitacionals a nivell de partícula. A tan petita escala, les forces elèctriques superen amb escreix les interaccions gravitacionals, especialment des que els mètodes actuals de producció d'antimatèria generen normalment partícules de molt alta energia. És més, les antipartícules han de mantenir-se separades de les seves companyes ordinàries o s'aniquilarien ràpidament. S'espera que l'experiment d'antimatèria ATRAP sigui capaç de proporcionar mesures directes.
Normalment es citen els experiments en cambra de bombolles com a evidència que les antipartícules tenen la mateixa massa inercial que les seves companyes ordinàries però de càrrega elèctrica oposada. En aquests experiments la càmera se sotmet a un camp magnètic constant el qual obliga a les partícules carregades a realitzar trajectòries helicoidals. El radi i l'adreça del camí corresponen al ràtio entre la càrrega elèctrica i la massa inercial. Es veuen doncs pareixes partícula-antipartícula viatjar en hèlixs amb adreça oposada però radis idèntics, la qual cosa implica que els ràtios es diferencien únicament en el signe (però no indica si és la càrrega o la massa inercial el que està invertit). No obstant això, s'observa que els parells partícula-antipartícula s'atreuen mútuament, normalment com a preludi de l'anihilació. Aquest comportament indica que tots dos tenen massa inercial positiva i càrregues oposades. Si el contrari fos cert, llavors la partícula amb massa inercial positiva seria repel·lida per la seva antipartícula companya.